# Gałęzinowo (grodzisko)
Grodzisko w Gałęzinowie – grodzisko zlokalizowane na północny wschód od wsi Gałęzinowo w powiecie słupskim, w miejscu, gdzie w czasie jego istnienia był brzeg morza. Powstanie grodziska datowane jest na epokę brązu i wiązane z kulturą łużycką. Spośród wszystkich grodzisk położonych na terenie gminy Słupsk grodzisko w Gałęzinowie uznawane jest za posiadające znaczne walory poznawcze, krajobrazowe i turystyczne. Wpisane do rejestru Wojewódzkiego Konserwatora Zabytków, objęte jest strefą pełnej ochrony archeologiczno-konserwatorskiej.

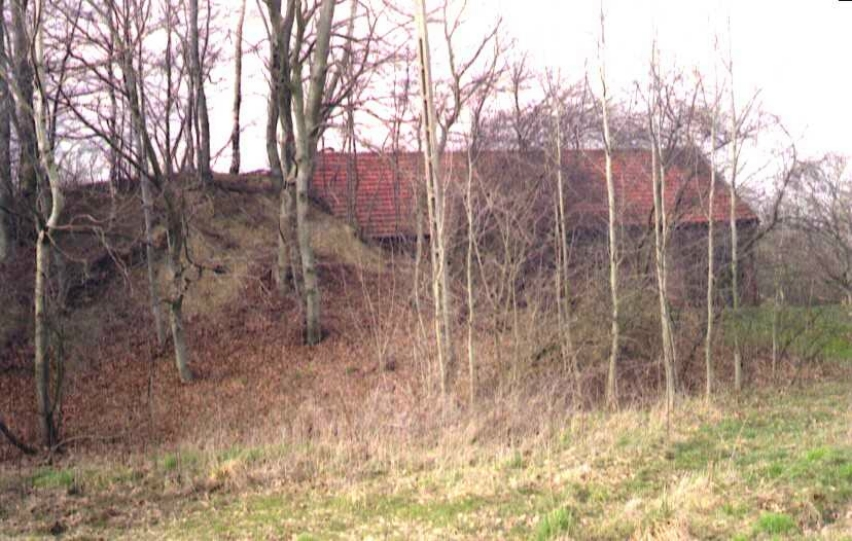
Widok od strony południowej na częściowo rozebrany wał

Grodzisko powstało na wysokiej skarpie, nad Słupią i wpadającymi do niej dwoma potokami, co ułatwiało obronę grodu. Od strony zachodniej zachował się wysoki na 3 metry wał, obecnie porośnięty bukami.
Na terenie grodziska nie znaleziono śladów świadczących o użytkowaniu grodziska przez późniejsze kultury archeologiczne.
W połowie XIX wieku w ramach rozwoju osadnictwa w rejonie Słupska teren grodziska został przejęty przez rodzinę rolników o nazwisku Boldt. W tym czasie zasypano fosę i zniwelowano część wałów. Na majdanie pojawiła się zabudowa gospodarcza. W 2005 obecny właściciel terenu ogrodził grodzisko betonowym płotem.